# چارلز باگبی

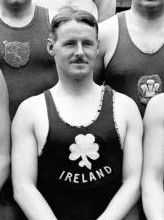
چارلز باگبی در سال ۱۹۲۰

چارلز باگبی (انگلیسی: Charles Bugbee; ۲۹ اوت ۱۸۸۷ – ۱۸ اکتبر ۱۹۵۹) شناگر اهل بریتانیا بود.